# Francis Henry Hill Guillemard
Francis Henry Hill Guillemard (1852 - 1933 ) fue un botánico y zoólogo inglés. Era quinto hijo de I. Guillemard de Eltham, Kent, Inglaterra.
Estudió medicina en el Caius College de Cambridge, recibiendo una maestría y su MD, aunque nunca llegaría a ejercer.
Viajó mucho a lo largo de su vida, del Viejo Mundo: Laponia en 1873, Sudáfrica de 1877 a 1878. A Madeira y Canarias en varias ocasiones. Y volvió Sudáfrica para la Guerra de los Bóeres en 1881. A su regreso, publicó en 1882 su primera obra notable, un texto médico titulado Sobre la haematoria endémica de climas cálidos. Terminar esa pieza, se embarcó en una expedición zoológica a bordo del yate Marchesa, de 1882 a 1884, atravesando la península de Kamchatka, visitando Nueva Guinea y la mayoría de las islas principales del archipiélago malayo, y pasando por la costa este de Formosa en 1882 con pasos cerca de Hualien, Keelung y Tamsui. Mientras en Formosa, viajó por tierra entre Keelung y Tamsui. Guillemard trajo grandes colecciones zoológicas de su gira y publicó más tarde, su segunda obra mayor The cruise of the Marchesa (El crucero de la Marquesa), en 1886.
A partir de entonces, Guillemard siguió centrándose en zoología, buscando trabajo en Chipre en 1887, iniciando el Fondo de Exploración de Chipre y, posteriormente, volvería a explorar la isla.
En 1892, Guillemard acompañó a Sir Charles Evan Smith en su misión oficial a la corte de Marruecos. Después de regresar, Guillemard pasó varios años viajando por los países europeos, y finalmente se estableció en Cambridge. Allí fue editor general de la serie Cambridge University Press de geografías del condado y fue elegido miembro de número de la Universidad de Cambridge, en geografía (que renunció en 1889). Se desempeñó como editor de geografía de la Cambridge University Press hasta su jubilación.

## Algunas publicaciones

### Libros
- 2012. The Cruise of the Marchesa to Kamchatka & New Guinea; With Notices of Formosa, Liu-Kiu, and Various Islands of the Malay Archipelago. Editor General Books, 182 pp. ISBN 1130746704

- 2009. The Cruise of the Marchesa to Kamschatk. Editor General Books LLC, 223 pp. ISBN 0217753604

- 1971. The life of Ferdinand Magellan and the first circumnavigation of the globe, 1480-1521. World's great explorers and explorations. Edición reimpresa, ilustrada de AMS Press, 353 pp.

- 1908. Malaysia and the Pacific archipelagoes. Stanford's compendium of geography and travel 2. Con Alfred Russel Wallace. 2.ª edición de E. Stanford, 574 pp.

## Honores
- Miembro de la Sociedad Linneana de Londres

- La abreviatura «Guillemard» se emplea para indicar a Francis Henry Hill Guillemard como autoridad en la descripción y clasificación científica de los vegetales.[4]

## Abreviatura (zoología)
La abreviatura Guillemard  se emplea para indicar a Francis Henry Hill Guillemard como autoridad en la descripción y taxonomía en zoología.